# Léandre Tawamba
Léandre Gaël Tawamba Kana (Yaoundé, 20 december 1989) is een Kameroens voetballer die doorgaans speelt als spits. In augustus 2024 verruilde hij Al-Okhdood voor Al-Tai. Tawamba maakte in 2018 zijn debuut in het Kameroens voetbalelftal.

## Clubcarrière
Tawamba speelde in zijn vaderland Kameroen in de jeugdopleidingen van Union Douala en Aigle Royal Menoua. Zijn doorbraak beleefde hij bij Cape Town City in Zuid-Afrika, waar hij één wedstrijd speelde. In 2012 ging de aanvaller naar Europa, waar hij in Slowakije een contract probeerde te verdienen bij Slovan Bratislava. Dit lukte hem niet en hierop trok hij naar FC Nitra, waar hij wel een contract aangeboden kreeg. Een halfjaar later werd Ružomberok zijn nieuwe club. Een jaar later keerde de aanvaller terug naar Afrika, waar het Libische Al Ahly zijn nieuwe club werd. Voor Al Ahly speelde hij alleen twee duels in de CAF Champions League.
Zlaté Moravce trok Tawamba begin 2015 aan, waardoor hij weer in Slowakije ging spelen. Een jaar later nam Kairat Almaty hem over. De Kameroener tekende in januari 2017 een driejarige verbintenis bij Partizan. Met deze club won hij in zijn eerste seizoen daar het landskampioenschap en de beker. Het jaar erop werd de beker opnieuw gewonnen, waarna Tawamba overstapte naar Al-Taawoun, waar hij zijn handtekening zette onder een verbintenis voor de duur van twee seizoenen. Deze werd in juni 2021 verlengd tot medio 2024. In 2023 verkaste hij naar Al-Okhdood. Een jaar later nam Al-Tai hem over.

## Clubstatistieken
| Seizoen | Club           | Competitie       | Competitie | Competitie | Beker | Beker | Internationaal | Internationaal | Totaal | Totaal |
| Seizoen | Club           | Competitie       | Wed.       | Dlp.       | Wed.  | Dlp.  | Wed.           | Dlp.           | Wed.   | Dlp.   |
| ------- | -------------- | ---------------- | ---------- | ---------- | ----- | ----- | -------------- | -------------- | ------ | ------ |
| 2012/13 | Cape Town City | First Division   | 1          | 0          | 0     | 0     | —              | —              | 10     | 0      |
| 2012/13 | FC Nitra       | Fortuna Liga     | 14         | 3          | 0     | 0     | —              | —              | 14     | 3      |
| 2013/14 | Ružomberok     | Fortuna Liga     | 31         | 13         | 4     | 0     | —              | —              | 35     | 13     |
| 2014    | Al Ahly        | Premier League   | 0          | 0          | 0     | 0     | 2              | 0              | 2      | 0      |
| 2015/16 | Zlaté Moravce  | Fortuna Liga     | 19         | 11         | 3     | 2     | —              | —              | 22     | 13     |
| 2016    | Kairat Almaty  | Premjer-Liga     | 22         | 4          | 2     | 1     | 4              | 1              | 28     | 6      |
| 2016/17 | Partizan       | Superliga        | 16         | 2          | 3     | 0     | —              | —              | 19     | 2      |
| 2017/18 | Partizan       | Superliga        | 32         | 12         | 6     | 1     | 13             | 6              | 51     | 20     |
| 2018/19 | Al-Taawoun     | Saudi Pro League | 28         | 21         | 4     | 3     | —              | —              | 32     | 24     |
| 2019/20 | Al-Taawoun     | Saudi Pro League | 17         | 3          | 2     | 1     | 1              | 0              | 20     | 4      |
| 2020/21 | Al-Taawoun     | Saudi Pro League | 27         | 13         | 4     | 4     | —              | —              | 31     | 17     |
| 2021/22 | Al-Taawoun     | Saudi Pro League | 30         | 18         | 2     | 2     | 6              | 3              | 38     | 23     |
| 2022/23 | Al-Taawoun     | Saudi Pro League | 29         | 7          | 1     | 1     | —              | —              | 30     | 10     |
| 2023/24 | Al-Taawoun     | Saudi Pro League | 4          | 1          | 0     | 0     | —              | —              | 4      | 1      |
| 2023/24 | Al-Akhdood     | Saudi Pro League | 29         | 5          | 1     | 0     | —              | —              | 30     | 5      |
| 2024/25 | Al-Tai         | First Division   | 22         | 7          | 2     | 1     | —              | —              | 24     | 8      |
| Totaal  | Totaal         | Totaal           | 322        | 123        | 34    | 16    | 25             | 10             | 381    | 149    |

Bijgewerkt op 20 maart 2025.

## Interlandcarrière
Tawamba maakte zijn debuut in het Kameroens voetbalelftal op 25 maart 2018, toen met 1–3 gewonnen werd van Koeweit in een vriendschappelijke wedstrijd. Vincent Aboubakar scoorde eenmaal en Christian Bassogog kwam tot twee doelpunten. De tegentreffer was van Yaqoub Al-Tararwa. Tawamba mocht van bondscoach Rigobert Song als basisspeler aan het duel beginnen en hij speelde de volle negentig minuten mee. De andere debutanten dit duel waren Fabrice Ngah (Difaâ El Jadida), en Stéphane Bahoken (Angers SCO).
| Interlands van Léandre Tawamba voor Kameroen | Interlands van Léandre Tawamba voor Kameroen | Interlands van Léandre Tawamba voor Kameroen | Interlands van Léandre Tawamba voor Kameroen | Interlands van Léandre Tawamba voor Kameroen | Interlands van Léandre Tawamba voor Kameroen | Interlands van Léandre Tawamba voor Kameroen |
| №                                            | Datum                                        | Wedstrijd                                    | Uitslag                                      | Competitie                                   | Goals                                        |                                              |
| Als speler bij Partizan                      | Als speler bij Partizan                      | Als speler bij Partizan                      | Als speler bij Partizan                      | Als speler bij Partizan                      | Als speler bij Partizan                      | Als speler bij Partizan                      |
| -------------------------------------------- | -------------------------------------------- | -------------------------------------------- | -------------------------------------------- | -------------------------------------------- | -------------------------------------------- | -------------------------------------------- |
| 1                                            | 25 maart 2018                                | Koeweit – Kameroen                           | 1 – 3                                        | Vriendschappelijk                            |                                              |                                              |
| 2                                            | 27 mei 2018                                  | Kameroen – Burkina Faso                      | 0 – 1                                        | Vriendschappelijk                            |                                              |                                              |

Bijgewerkt op 20 maart 2025.

## Erelijst
| Superliga | 1 | 2016/17          |
| Lav Kup   | 2 | 2016/17, 2017/18 |